# Усть-Войкари
Усть-Войкари́ (рос. Усть-Войкары) — присілок у складі Шуришкарського району Ямало-Ненецького автономного округу Тюменської області, Росія. Входить до складу Мужівського сільського поселення.
Населення — 100 осіб (2010, 117 у 2002).
Національний склад станом на 2002 рік: ханти — 93 %.